# Charles Fitzroy Doll
Charles Fitzroy Doll (1850–1929) est un architecte anglais des époques victorienne et édouardienne spécialisé dans la conception d'hôtels. 
Il est notamment l'auteur, en 1898, de l'Hôtel Kimpton Fitzroy London à Bloomsbury, Londres, dont la salle à manger s'inspire de celle du Titanic, également conçue par lui. 
Charles Fitzroy Doll vit à Hadham Towers à Much Hadham dans le Hertfordshire, où il est juge de paix. 
Il meurt en 1929 à l'âge de 79 ans.